# Eleições europeias de 2009 em Santa Maria da Feira

## Resultados Oficiais
| Partido                 | Partido                        | Votos   | %               | +/-   |
| ----------------------- | ------------------------------ | ------- | --------------- | ----- |
|                         | Partido Social Democrata       | 16 337  | 34,45 / 100,00  | -     |
|                         | Partido Socialista             | 14 025  | 29,58 / 100,00  | 21,41 |
|                         | Bloco de Esquerda              | 4 782   | 10,09 / 100,00  | 7,34  |
|                         | Partido Popular                | 3 878   | 8,18 / 100,00   | -     |
|                         | Coligação Democrática Unitária | 2 530   | 5,34 / 100,00   | 1,74  |
|                         | PCTP/MRPP                      | 674     | 1,42 / 100,00   | 0,68  |
|                         | Movimento Mérito e Sociedade   | 613     | 1,29 / 100,00   | Novo  |
|                         | Movimento Esperança Portugal   | 478     | 1,01 / 100,00   | Novo  |
|                         | Outros                         | 839     | 1,76 / 100,00   |       |
| Votos Inválidos         | Votos Inválidos                | 3 260   | 6,87 / 100,00   | 2,94  |
| Total                   | Total                          | 47 416  | 100,00 / 100,00 |       |
| Eleitorado/Participação | Eleitorado/Participação        | 123 004 | 38,55 / 100,00  | 1,57  |

## Resultados por Freguesia
Os resultados seguintes referem-se aos partidos que obtiveram mais de 1,00% dos votos:
| Freguesia             | %     | %     | %     | %     | %     | %    | %    | %    | Votantes |
| Freguesia             | PSD   | PS    | BE    | CDS   | CDU   | PCTP | MMS  | MEP  | Votantes |
| --------------------- | ----- | ----- | ----- | ----- | ----- | ---- | ---- | ---- | -------- |
| Argoncilhe            | 37,99 | 29,36 | 8,82  | 9,20  | 4,01  | 1,31 | 1,34 | 0,16 | 3 140    |
| Arrifana              | 30,27 | 36,64 | 10,47 | 6,96  | 4,42  | 0,91 | 1,64 | 0,36 | 2 197    |
| Caldas de São Jorge   | 29,28 | 32,83 | 9,64  | 9,45  | 5,05  | 0,56 | 1,50 | 1,31 | 1 069    |
| Canedo                | 47,05 | 23,21 | 6,98  | 7,55  | 4,12  | 1,40 | 1,01 | 1,40 | 1 577    |
| Escapães              | 34,63 | 27,31 | 11,80 | 9,04  | 4,19  | 1,52 | 1,33 | 1,24 | 1 051    |
| Espargo               | 36,38 | 24,31 | 12,76 | 7,07  | 5,52  | 2,24 | 1,21 | 0,34 | 580      |
| Feira                 | 33,92 | 26,41 | 13,30 | 8,26  | 5,09  | 1,36 | 1,57 | 1,79 | 3 753    |
| Fiães                 | 26,87 | 32,95 | 10,25 | 7,78  | 7,84  | 1,67 | 1,06 | 1,90 | 3 111    |
| Fornos                | 35,62 | 26,98 | 10,64 | 8,22  | 6,95  | 1,37 | 1,05 | 0,63 | 949      |
| Gião                  | 48,10 | 20,80 | 4,52  | 12,84 | 3,07  | 0,72 | 1,45 | 0,90 | 553      |
| Guisande              | 46,83 | 23,13 | 5,22  | 10,63 | 3,36  | 1,12 | 0,93 | 0,56 | 536      |
| Lobão                 | 42,37 | 27,29 | 10,11 | 8,78  | 2,35  | 1,08 | 0,83 | 0,70 | 1 572    |
| Louredo               | 55,17 | 18,71 | 5,07  | 9,36  | 2,73  | 0,58 | 1,17 | 0,58 | 513      |
| Lourosa               | 32,98 | 32,80 | 10,96 | 7,54  | 4,23  | 1,31 | 0,93 | 0,96 | 3 448    |
| Milheirós de Poiares  | 31,51 | 33,51 | 8,33  | 6,16  | 5,38  | 1,04 | 1,39 | 0,95 | 1 152    |
| Mosteirô              | 27,87 | 34,71 | 12,58 | 6,69  | 5,57  | 1,91 | 0,64 | 0,80 | 628      |
| Mozelos               | 28,69 | 32,79 | 11,79 | 7,23  | 6,03  | 1,62 | 0,93 | 1,31 | 2 586    |
| Nogueira da Regedoura | 35,11 | 30,21 | 10,07 | 6,95  | 5,17  | 1,67 | 0,97 | 1,35 | 1 857    |
| Paços de Brandão      | 39,61 | 21,48 | 9,82  | 11,80 | 4,44  | 1,42 | 1,09 | 0,85 | 2 118    |
| Pigeiros              | 30,34 | 33,25 | 6,80  | 11,17 | 8,01  | 1,70 | 1,21 | 1,21 | 412      |
| Rio Meão              | 34,09 | 29,88 | 8,32  | 9,84  | 5,16  | 1,87 | 1,00 | 0,76 | 1 707    |
| Romariz               | 37,78 | 30,24 | 5,72  | 9,53  | 2,17  | 1,30 | 5,89 | 0,43 | 1 154    |
| Sanfins               | 31,77 | 33,78 | 9,87  | 7,19  | 3,51  | 1,00 | 1,17 | 0,84 | 598      |
| Sanguedo              | 38,88 | 25,33 | 9,70  | 9,53  | 4,43  | 1,59 | 0,75 | 0,84 | 1 196    |
| Santa Maria de Lamas  | 34,22 | 31,75 | 9,87  | 8,61  | 4,89  | 1,26 | 0,70 | 0,65 | 2 148    |
| São João de Ver       | 25,28 | 34,88 | 12,45 | 6,12  | 7,01  | 1,37 | 1,70 | 1,15 | 2 698    |
| São Paio de Oleiros   | 26,68 | 28,89 | 10,21 | 5,45  | 16,71 | 2,38 | 1,33 | 0,87 | 1 724    |
| Souto                 | 34,31 | 29,67 | 10,55 | 7,62  | 4,38  | 1,91 | 1,27 | 1,21 | 1 574    |
| Travanca              | 37,44 | 29,32 | 10,68 | 4,66  | 3,91  | 2,41 | 0,90 | 1,05 | 665      |
| Vale                  | 50,17 | 20,00 | 5,08  | 11,53 | 3,05  | 0,85 | 2,37 | 1,36 | 590      |
| Vila Maior            | 47,86 | 20,71 | 9,29  | 9,46  | 3,75  | 0,54 | 0,18 | 0,36 | 560      |
| Santa Maria da Feira  | 34,45 | 29,58 | 10,09 | 8,18  | 5,34  | 1,42 | 1,29 | 1,01 | 47 416   |

#### Argoncilhe
| Partido                 | Partido                        | Votos | %               | +/-   |
| ----------------------- | ------------------------------ | ----- | --------------- | ----- |
|                         | Partido Social Democrata       | 1 193 | 37,99 / 100,00  | -     |
|                         | Partido Socialista             | 922   | 29,36 / 100,00  | 16,95 |
|                         | Partido Popular                | 289   | 9,20 / 100,00   | -     |
|                         | Bloco de Esquerda              | 277   | 8,82 / 100,00   | 5,97  |
|                         | Coligação Democrática Unitária | 126   | 4,01 / 100,00   | 1,31  |
|                         | Movimento Mérito e Sociedade   | 42    | 1,34 / 100,00   | Novo  |
|                         | PCTP/MRPP                      | 41    | 1,31 / 100,00   | 0,70  |
|                         | Outros                         | 54    | 1,72 / 100,00   |       |
| Votos Inválidos         | Votos Inválidos                | 196   | 6,24 / 100,00   | 1,70  |
| Total                   | Total                          | 3 140 | 100,00 / 100,00 |       |
| Eleitorado/Participação | Eleitorado/Participação        | 7 321 | 42,89 / 100,00  | 1,20  |

#### Arrifana
| Partido                 | Partido                        | Votos | %               | +/-   |
| ----------------------- | ------------------------------ | ----- | --------------- | ----- |
|                         | Partido Socialista             | 805   | 36,64 / 100,00  | 21,90 |
|                         | Partido Social Democrata       | 665   | 30,27 / 100,00  | -     |
|                         | Bloco de Esquerda              | 230   | 10,47 / 100,00  | 7,28  |
|                         | Partido Popular                | 153   | 6,96 / 100,00   | -     |
|                         | Coligação Democrática Unitária | 97    | 4,42 / 100,00   | 1,86  |
|                         | Movimento Mérito e Sociedade   | 36    | 1,64 / 100,00   | Novo  |
|                         | Outros                         | 55    | 2,51 / 100,00   |       |
| Votos Inválidos         | Votos Inválidos                | 156   | 7,10 / 100,00   | 4,27  |
| Total                   | Total                          | 2 197 | 100,00 / 100,00 |       |
| Eleitorado/Participação | Eleitorado/Participação        | 5 781 | 38,00 / 100,00  | 2,91  |

#### Caldas de São Jorge
| Partido                 | Partido                        | Votos | %               | +/-   |
| ----------------------- | ------------------------------ | ----- | --------------- | ----- |
|                         | Partido Socialista             | 351   | 32,83 / 100,00  | 19,68 |
|                         | Partido Social Democrata       | 313   | 29,28 / 100,00  | -     |
|                         | Bloco de Esquerda              | 103   | 9,64 / 100,00   | 7,07  |
|                         | Partido Popular                | 101   | 9,45 / 100,00   | -     |
|                         | Coligação Democrática Unitária | 54    | 5,05 / 100,00   | 0,49  |
|                         | Movimento Mérito e Sociedade   | 16    | 1,50 / 100,00   | Novo  |
|                         | Movimento Esperança Portugal   | 14    | 1,31 / 100,00   | Novo  |
|                         | Outros                         | 27    | 2,53 / 100,00   |       |
| Votos Inválidos         | Votos Inválidos                | 90    | 8,42 / 100,00   | 4,80  |
| Total                   | Total                          | 1 069 | 100,00 / 100,00 |       |
| Eleitorado/Participação | Eleitorado/Participação        | 2 485 | 43,02 / 100,00  | 1,95  |

#### Canedo
| Partido                 | Partido                        | Votos | %               | +/-   |
| ----------------------- | ------------------------------ | ----- | --------------- | ----- |
|                         | Partido Social Democrata       | 742   | 47,05 / 100,00  | -     |
|                         | Partido Socialista             | 366   | 23,21 / 100,00  | 16,82 |
|                         | Partido Popular                | 119   | 7,55 / 100,00   | -     |
|                         | Bloco de Esquerda              | 110   | 6,98 / 100,00   | 5,14  |
|                         | Coligação Democrática Unitária | 65    | 4,12 / 100,00   | 1,61  |
|                         | Movimento Esperança Portugal   | 22    | 1,40 / 100,00   | Novo  |
|                         | PCTP/MRPP                      | 22    | 1,40 / 100,00   | 0,48  |
|                         | Movimento Mérito e Sociedade   | 16    | 1,01 / 100,00   | Novo  |
|                         | Outros                         | 34    | 2,15 / 100,00   |       |
| Votos Inválidos         | Votos Inválidos                | 81    | 5,14 / 100,00   | 0,78  |
| Total                   | Total                          | 1 577 | 100,00 / 100,00 |       |
| Eleitorado/Participação | Eleitorado/Participação        | 5 658 | 27,87 / 100,00  | 3,43  |

#### Escapães
| Partido                 | Partido                        | Votos | %               | +/-   |
| ----------------------- | ------------------------------ | ----- | --------------- | ----- |
|                         | Partido Social Democrata       | 364   | 34,63 / 100,00  | -     |
|                         | Partido Socialista             | 287   | 27,31 / 100,00  | 25,49 |
|                         | Bloco de Esquerda              | 124   | 11,80 / 100,00  | 8,77  |
|                         | Partido Popular                | 95    | 9,04 / 100,00   | -     |
|                         | Coligação Democrática Unitária | 44    | 4,19 / 100,00   | 1,54  |
|                         | PCTP/MRPP                      | 16    | 1,52 / 100,00   | 1,14  |
|                         | Movimento Mérito e Sociedade   | 14    | 1,33 / 100,00   | Novo  |
|                         | Movimento Esperança Portugal   | 13    | 1,24 / 100,00   | Novo  |
|                         | Outros                         | 14    | 1,33 / 100,00   |       |
| Votos Inválidos         | Votos Inválidos                | 80    | 7,61 / 100,00   | 3,54  |
| Total                   | Total                          | 1 051 | 100,00 / 100,00 |       |
| Eleitorado/Participação | Eleitorado/Participação        | 2 884 | 36,44 / 100,00  | 5,03  |

#### Espargo
| Partido                 | Partido                        | Votos | %               | +/-   |
| ----------------------- | ------------------------------ | ----- | --------------- | ----- |
|                         | Partido Social Democrata       | 211   | 36,38 / 100,00  | -     |
|                         | Partido Socialista             | 141   | 24,31 / 100,00  | 23,67 |
|                         | Bloco de Esquerda              | 74    | 12,76 / 100,00  | 10,00 |
|                         | Partido Popular                | 41    | 7,07 / 100,00   | -     |
|                         | Coligação Democrática Unitária | 32    | 5,52 / 100,00   | 1,70  |
|                         | PCTP/MRPP                      | 13    | 2,24 / 100,00   | 1,60  |
|                         | Movimento Mérito e Sociedade   | 7     | 1,21 / 100,00   | Novo  |
|                         | Outros                         | 16    | 2,75 / 100,00   |       |
| Votos Inválidos         | Votos Inválidos                | 45    | 7,76 / 100,00   | 1,60  |
| Total                   | Total                          | 580   | 100,00 / 100,00 |       |
| Eleitorado/Participação | Eleitorado/Participação        | 1 359 | 42,68 / 100,00  | 4,70  |

#### Feira
| Partido                 | Partido                        | Votos  | %               | +/-   |
| ----------------------- | ------------------------------ | ------ | --------------- | ----- |
|                         | Partido Social Democrata       | 1 273  | 33,92 / 100,00  | -     |
|                         | Partido Socialista             | 991    | 26,41 / 100,00  | 20,70 |
|                         | Bloco de Esquerda              | 499    | 13,30 / 100,00  | 8,06  |
|                         | Partido Popular                | 310    | 8,26 / 100,00   | -     |
|                         | Coligação Democrática Unitária | 191    | 5,09 / 100,00   | 1,53  |
|                         | Movimento Esperança Portugal   | 67     | 1,79 / 100,00   | Novo  |
|                         | Movimento Mérito e Sociedade   | 59     | 1,57 / 100,00   | Novo  |
|                         | PCTP/MRPP                      | 51     | 1,36 / 100,00   | 0,76  |
|                         | Outros                         | 50     | 1,34 / 100,00   |       |
| Votos Inválidos         | Votos Inválidos                | 262    | 6,98 / 100,00   | 2,71  |
| Total                   | Total                          | 3 753  | 100,00 / 100,00 |       |
| Eleitorado/Participação | Eleitorado/Participação        | 10 172 | 36,90 / 100,00  | 3,92  |

#### Fiães
| Partido                 | Partido                        | Votos | %               | +/-   |
| ----------------------- | ------------------------------ | ----- | --------------- | ----- |
|                         | Partido Socialista             | 1 025 | 32,95 / 100,00  | 25,17 |
|                         | Partido Social Democrata       | 836   | 26,87 / 100,00  | -     |
|                         | Bloco de Esquerda              | 319   | 10,25 / 100,00  | 7,30  |
|                         | Coligação Democrática Unitária | 244   | 7,84 / 100,00   | 2,14  |
|                         | Partido Popular                | 242   | 7,78 / 100,00   | -     |
|                         | Movimento Esperança Portugal   | 59    | 1,90 / 100,00   | Novo  |
|                         | PCTP/MRPP                      | 52    | 1,67 / 100,00   | 0,97  |
|                         | Movimento Mérito e Sociedade   | 33    | 1,06 / 100,00   | Novo  |
|                         | Outros                         | 62    | 2,00 / 100,00   |       |
| Votos Inválidos         | Votos Inválidos                | 239   | 7,68 / 100,00   | 3,69  |
| Total                   | Total                          | 3 111 | 100,00 / 100,00 |       |
| Eleitorado/Participação | Eleitorado/Participação        | 7 593 | 40,97 / 100,00  | 0,30  |

#### Fornos
| Partido                 | Partido                        | Votos | %               | +/-   |
| ----------------------- | ------------------------------ | ----- | --------------- | ----- |
|                         | Partido Social Democrata       | 338   | 35,62 / 100,00  | -     |
|                         | Partido Socialista             | 256   | 26,98 / 100,00  | 25,42 |
|                         | Bloco de Esquerda              | 101   | 10,64 / 100,00  | 8,08  |
|                         | Partido Popular                | 78    | 8,22 / 100,00   | -     |
|                         | Coligação Democrática Unitária | 66    | 6,95 / 100,00   | 3,22  |
|                         | PCTP/MRPP                      | 13    | 1,37 / 100,00   | 0,94  |
|                         | Movimento Mérito e Sociedade   | 10    | 1,05 / 100,00   | Novo  |
|                         | Outros                         | 19    | 2,00 / 100,00   |       |
| Votos Inválidos         | Votos Inválidos                | 68    | 7,17 / 100,00   | 2,60  |
| Total                   | Total                          | 949   | 100,00 / 100,00 |       |
| Eleitorado/Participação | Eleitorado/Participação        | 2 673 | 35,50 / 100,00  | 4,37  |

#### Gião
| Partido                 | Partido                        | Votos | %               | +/-   |
| ----------------------- | ------------------------------ | ----- | --------------- | ----- |
|                         | Partido Social Democrata       | 266   | 48,10 / 100,00  | -     |
|                         | Partido Socialista             | 115   | 20,80 / 100,00  | 15,52 |
|                         | Partido Popular                | 71    | 12,84 / 100,00  | -     |
|                         | Bloco de Esquerda              | 25    | 4,52 / 100,00   | 1,99  |
|                         | Coligação Democrática Unitária | 17    | 3,07 / 100,00   | 1,00  |
|                         | Movimento Mérito e Sociedade   | 8     | 1,45 / 100,00   | Novo  |
|                         | Outros                         | 16    | 2,88 / 100,00   |       |
| Votos Inválidos         | Votos Inválidos                | 35    | 6,33 / 100,00   | 2,42  |
| Total                   | Total                          | 553   | 100,00 / 100,00 |       |
| Eleitorado/Participação | Eleitorado/Participação        | 1 602 | 34,52 / 100,00  | 1,62  |

#### Guisande
| Partido                 | Partido                        | Votos | %               | +/-   |
| ----------------------- | ------------------------------ | ----- | --------------- | ----- |
|                         | Partido Social Democrata       | 251   | 46,83 / 100,00  | -     |
|                         | Partido Socialista             | 124   | 23,13 / 100,00  | 23,18 |
|                         | Partido Popular                | 57    | 10,63 / 100,00  | -     |
|                         | Bloco de Esquerda              | 28    | 5,22 / 100,00   | 4,20  |
|                         | Coligação Democrática Unitária | 18    | 3,36 / 100,00   | 1,11  |
|                         | PCTP/MRPP                      | 6     | 1,12 / 100,00   | 0,10  |
|                         | Outros                         | 15    | 2,80 / 100,00   |       |
| Votos Inválidos         | Votos Inválidos                | 37    | 6,90 / 100,00   | 4,86  |
| Total                   | Total                          | 536   | 100,00 / 100,00 |       |
| Eleitorado/Participação | Eleitorado/Participação        | 1 323 | 40,51 / 100,00  | 2,22  |

#### Lobão
| Partido                 | Partido                        | Votos | %               | +/-   |
| ----------------------- | ------------------------------ | ----- | --------------- | ----- |
|                         | Partido Social Democrata       | 666   | 42,37 / 100,00  | -     |
|                         | Partido Socialista             | 429   | 27,29 / 100,00  | 18,94 |
|                         | Bloco de Esquerda              | 159   | 10,11 / 100,00  | 8,31  |
|                         | Partido Popular                | 138   | 8,78 / 100,00   | -     |
|                         | Coligação Democrática Unitária | 37    | 2,35 / 100,00   | 0,02  |
|                         | PCTP/MRPP                      | 17    | 1,08 / 100,00   | 0,36  |
|                         | Outros                         | 56    | 3,56 / 100,00   |       |
| Votos Inválidos         | Votos Inválidos                | 70    | 4,46 / 100,00   | 1,16  |
| Total                   | Total                          | 1 572 | 100,00 / 100,00 |       |
| Eleitorado/Participação | Eleitorado/Participação        | 5 257 | 29,90 / 100,00  | 2,04  |

#### Louredo
| Partido                 | Partido                        | Votos | %               | +/-   |
| ----------------------- | ------------------------------ | ----- | --------------- | ----- |
|                         | Partido Social Democrata       | 283   | 55,17 / 100,00  | -     |
|                         | Partido Socialista             | 96    | 18,71 / 100,00  | 14,86 |
|                         | Partido Popular                | 48    | 9,36 / 100,00   | -     |
|                         | Bloco de Esquerda              | 26    | 5,07 / 100,00   | 4,35  |
|                         | Coligação Democrática Unitária | 14    | 2,73 / 100,00   | 0,81  |
|                         | Movimento Mérito e Sociedade   | 6     | 1,17 / 100,00   | Novo  |
|                         | Outros                         | 10    | 1,95 / 100,00   |       |
| Votos Inválidos         | Votos Inválidos                | 30    | 5,85 / 100,00   | 0,33  |
| Total                   | Total                          | 513   | 100,00 / 100,00 |       |
| Eleitorado/Participação | Eleitorado/Participação        | 1 389 | 36,93 / 100,00  | 4,22  |

#### Lourosa
| Partido                 | Partido                        | Votos | %               | +/-   |
| ----------------------- | ------------------------------ | ----- | --------------- | ----- |
|                         | Partido Social Democrata       | 1 137 | 32,98 / 100,00  | -     |
|                         | Partido Socialista             | 1 131 | 32,80 / 100,00  | 23,80 |
|                         | Bloco de Esquerda              | 378   | 10,96 / 100,00  | 8,83  |
|                         | Partido Popular                | 260   | 7,54 / 100,00   | -     |
|                         | Coligação Democrática Unitária | 146   | 4,23 / 100,00   | 2,04  |
|                         | PCTP/MRPP                      | 45    | 1,31 / 100,00   | 0,27  |
|                         | Outros                         | 126   | 3,65 / 100,00   |       |
| Votos Inválidos         | Votos Inválidos                | 225   | 6,52 / 100,00   | 2,02  |
| Total                   | Total                          | 3 448 | 100,00 / 100,00 |       |
| Eleitorado/Participação | Eleitorado/Participação        | 8 519 | 40,47 / 100,00  | 1,78  |

#### Milheirós de Poiares
| Partido                 | Partido                        | Votos | %               | +/-   |
| ----------------------- | ------------------------------ | ----- | --------------- | ----- |
|                         | Partido Socialista             | 386   | 33,51 / 100,00  | 21,87 |
|                         | Partido Social Democrata       | 363   | 31,51 / 100,00  | -     |
|                         | Bloco de Esquerda              | 96    | 8,33 / 100,00   | 5,41  |
|                         | Partido Popular                | 71    | 6,16 / 100,00   | -     |
|                         | Coligação Democrática Unitária | 62    | 5,38 / 100,00   | 2,46  |
|                         | Movimento Mérito e Sociedade   | 16    | 1,39 / 100,00   | Novo  |
|                         | Partido Humanista              | 15    | 1,30 / 100,00   | 0,47  |
|                         | PCTP/MRPP                      | 12    | 1,04 / 100,00   | 0,46  |
|                         | Outros                         | 26    | 2,25 / 100,00   |       |
| Votos Inválidos         | Votos Inválidos                | 105   | 9,11 / 100,00   | 5,69  |
| Total                   | Total                          | 1 152 | 100,00 / 100,00 |       |
| Eleitorado/Participação | Eleitorado/Participação        | 3 209 | 35,90 / 100,00  | 6,36  |

#### Mosteirô
| Partido                 | Partido                        | Votos | %               | +/-   |
| ----------------------- | ------------------------------ | ----- | --------------- | ----- |
|                         | Partido Socialista             | 218   | 34,71 / 100,00  | 21,12 |
|                         | Partido Social Democrata       | 175   | 27,87 / 100,00  | -     |
|                         | Bloco de Esquerda              | 79    | 12,58 / 100,00  | 10,28 |
|                         | Partido Popular                | 42    | 6,69 / 100,00   | -     |
|                         | Coligação Democrática Unitária | 35    | 5,57 / 100,00   | 1,63  |
|                         | PCTP/MRPP                      | 12    | 1,91 / 100,00   | 0,22  |
|                         | Partido Humanista              | 7     | 1,11 / 100,00   | 0,29  |
|                         | Outros                         | 25    | 4,00 / 100,00   |       |
| Votos Inválidos         | Votos Inválidos                | 35    | 5,57 / 100,00   | 2,77  |
| Total                   | Total                          | 628   | 100,00 / 100,00 |       |
| Eleitorado/Participação | Eleitorado/Participação        | 1 824 | 34,43 / 100,00  | 0,67  |

#### Mozelos
| Partido                 | Partido                        | Votos | %               | +/-   |
| ----------------------- | ------------------------------ | ----- | --------------- | ----- |
|                         | Partido Socialista             | 848   | 32,79 / 100,00  | 20,86 |
|                         | Partido Social Democrata       | 742   | 28,69 / 100,00  | -     |
|                         | Bloco de Esquerda              | 305   | 11,79 / 100,00  | 9,06  |
|                         | Partido Popular                | 187   | 7,23 / 100,00   | -     |
|                         | Coligação Democrática Unitária | 156   | 6,03 / 100,00   | 2,59  |
|                         | PCTP/MRPP                      | 42    | 1,62 / 100,00   | 0,74  |
|                         | Movimento Esperança Portugal   | 34    | 1,31 / 100,00   | Novo  |
|                         | Outros                         | 73    | 2,82 / 100,00   |       |
| Votos Inválidos         | Votos Inválidos                | 199   | 7,70 / 100,00   | 3,08  |
| Total                   | Total                          | 2 586 | 100,00 / 100,00 |       |
| Eleitorado/Participação | Eleitorado/Participação        | 5 825 | 44,39 / 100,00  | 2,39  |

#### Nogueira da Regedoura
| Partido                 | Partido                        | Votos | %               | +/-   |
| ----------------------- | ------------------------------ | ----- | --------------- | ----- |
|                         | Partido Social Democrata       | 652   | 35,11 / 100,00  | -     |
|                         | Partido Socialista             | 561   | 30,21 / 100,00  | 20,76 |
|                         | Bloco de Esquerda              | 187   | 10,07 / 100,00  | 8,20  |
|                         | Partido Popular                | 129   | 6,95 / 100,00   | -     |
|                         | Coligação Democrática Unitária | 96    | 5,17 / 100,00   | 1,19  |
|                         | PCTP/MRPP                      | 31    | 1,67 / 100,00   | 0,84  |
|                         | Movimento Esperança Portugal   | 25    | 1,35 / 100,00   | Novo  |
|                         | Outros                         | 58    | 3,13 / 100,00   |       |
| Votos Inválidos         | Votos Inválidos                | 118   | 6,35 / 100,00   | 3,58  |
| Total                   | Total                          | 1 857 | 100,00 / 100,00 |       |
| Eleitorado/Participação | Eleitorado/Participação        | 4 554 | 40,78 / 100,00  | 1,82  |

#### Paços de Brandão
| Partido                 | Partido                        | Votos | %               | +/-   |
| ----------------------- | ------------------------------ | ----- | --------------- | ----- |
|                         | Partido Social Democrata       | 839   | 39,61 / 100,00  | -     |
|                         | Partido Socialista             | 455   | 21,48 / 100,00  | 19,41 |
|                         | Partido Popular                | 250   | 11,80 / 100,00  | -     |
|                         | Bloco de Esquerda              | 208   | 9,82 / 100,00   | 7,23  |
|                         | Coligação Democrática Unitária | 94    | 4,44 / 100,00   | 2,41  |
|                         | PCTP/MRPP                      | 30    | 1,42 / 100,00   | 1,00  |
|                         | Movimento Mérito e Sociedade   | 23    | 1,09 / 100,00   | Novo  |
|                         | Outros                         | 55    | 2,60 / 100,00   |       |
| Votos Inválidos         | Votos Inválidos                | 164   | 7,75 / 100,00   | 2,79  |
| Total                   | Total                          | 2 118 | 100,00 / 100,00 |       |
| Eleitorado/Participação | Eleitorado/Participação        | 4 375 | 48,41 / 100,00  | 2,70  |

#### Pigeiros
| Partido                 | Partido                        | Votos | %               | +/-   |
| ----------------------- | ------------------------------ | ----- | --------------- | ----- |
|                         | Partido Socialista             | 137   | 33,25 / 100,00  | 18,94 |
|                         | Partido Social Democrata       | 125   | 30,34 / 100,00  | -     |
|                         | Partido Popular                | 46    | 11,70 / 100,00  | -     |
|                         | Coligação Democrática Unitária | 33    | 8,01 / 100,00   | 1,08  |
|                         | Bloco de Esquerda              | 28    | 6,80 / 100,00   | 5,18  |
|                         | PCTP/MRPP                      | 7     | 1,70 / 100,00   | 0,15  |
|                         | Movimento Esperança Portugal   | 5     | 1,21 / 100,00   | Novo  |
|                         | Movimento Mérito e Sociedade   | 5     | 1,21 / 100,00   | Novo  |
|                         | Outros                         | 6     | 1,46 / 100,00   |       |
| Votos Inválidos         | Votos Inválidos                | 20    | 4,85 / 100,00   | 2,31  |
| Total                   | Total                          | 412   | 100,00 / 100,00 |       |
| Eleitorado/Participação | Eleitorado/Participação        | 1 213 | 33,97 / 100,00  | 6,88  |

#### Rio Meão
| Partido                 | Partido                        | Votos | %               | +/-   |
| ----------------------- | ------------------------------ | ----- | --------------- | ----- |
|                         | Partido Social Democrata       | 582   | 34,09 / 100,00  | -     |
|                         | Partido Socialista             | 510   | 29,88 / 100,00  | 21,77 |
|                         | Partido Popular                | 168   | 9,84 / 100,00   | -     |
|                         | Bloco de Esquerda              | 142   | 8,32 / 100,00   | 6,58  |
|                         | Coligação Democrática Unitária | 88    | 5,16 / 100,00   | 1,99  |
|                         | PCTP/MRPP                      | 32    | 1,87 / 100,00   | 1,03  |
|                         | Movimento Mérito e Sociedade   | 17    | 1,00 / 100,00   | Novo  |
|                         | Outros                         | 36    | 2,09 / 100,00   |       |
| Votos Inválidos         | Votos Inválidos                | 132   | 7,73 / 100,00   | 3,84  |
| Total                   | Total                          | 1 707 | 100,00 / 100,00 |       |
| Eleitorado/Participação | Eleitorado/Participação        | 4 437 | 38,47 / 100,00  | 4,23  |

#### Romariz
| Partido                 | Partido                        | Votos | %               | +/-   |
| ----------------------- | ------------------------------ | ----- | --------------- | ----- |
|                         | Partido Social Democrata       | 436   | 37,78 / 100,00  | -     |
|                         | Partido Socialista             | 349   | 30,24 / 100,00  | 14,41 |
|                         | Partido Popular                | 110   | 9,53 / 100,00   | -     |
|                         | Movimento Mérito e Sociedade   | 68    | 5,89 / 100,00   | Novo  |
|                         | Bloco de Esquerda              | 66    | 5,72 / 100,00   | 4,18  |
|                         | Coligação Democrática Unitária | 25    | 2,17 / 100,00   | 1,30  |
|                         | PCTP/MRPP                      | 15    | 1,30 / 100,00   | 1,01  |
|                         | Outros                         | 24    | 2,08 / 100,00   |       |
| Votos Inválidos         | Votos Inválidos                | 61    | 5,29 / 100,00   | 1,72  |
| Total                   | Total                          | 1 154 | 100,00 / 100,00 |       |
| Eleitorado/Participação | Eleitorado/Participação        | 3 271 | 35,28 / 100,00  | 0,45  |

#### Sanfins
| Partido                 | Partido                        | Votos | %               | +/-   |
| ----------------------- | ------------------------------ | ----- | --------------- | ----- |
|                         | Partido Socialista             | 202   | 33,78 / 100,00  | 20,43 |
|                         | Partido Social Democrata       | 190   | 31,77 / 100,00  | -     |
|                         | Bloco de Esquerda              | 59    | 9,87 / 100,00   | 7,06  |
|                         | Partido Popular                | 43    | 7,19 / 100,00   | -     |
|                         | Coligação Democrática Unitária | 21    | 3,51 / 100,00   | 0,70  |
|                         | Movimento Mérito e Sociedade   | 7     | 1,17 / 100,00   | Novo  |
|                         | PCTP/MRPP                      | 6     | 1,00 / 100,00   | 0,65  |
|                         | Partido da Terra               | 6     | 1,00 / 100,00   | 0,65  |
|                         | Outros                         | 16    | 2,69 / 100,00   |       |
| Votos Inválidos         | Votos Inválidos                | 48    | 8,03 / 100,00   | 3,47  |
| Total                   | Total                          | 598   | 100,00 / 100,00 |       |
| Eleitorado/Participação | Eleitorado/Participação        | 1 626 | 36,78 / 100,00  | 1,04  |

#### Sanguedo
| Partido                 | Partido                        | Votos | %               | +/-   |
| ----------------------- | ------------------------------ | ----- | --------------- | ----- |
|                         | Partido Social Democrata       | 465   | 38,88 / 100,00  | -     |
|                         | Partido Socialista             | 303   | 25,33 / 100,00  | 20,99 |
|                         | Bloco de Esquerda              | 116   | 9,70 / 100,00   | 6,90  |
|                         | Partido Popular                | 114   | 9,53 / 100,00   | -     |
|                         | Coligação Democrática Unitária | 53    | 4,43 / 100,00   | 2,21  |
|                         | PCTP/MRPP                      | 19    | 1,59 / 100,00   | 1,20  |
|                         | Outros                         | 38    | 3,18 / 100,00   |       |
| Votos Inválidos         | Votos Inválidos                | 88    | 7,35 / 100,00   | 2,71  |
| Total                   | Total                          | 1 196 | 100,00 / 100,00 |       |
| Eleitorado/Participação | Eleitorado/Participação        | 3 015 | 39,67 / 100,00  | 0,13  |

#### Santa Maria de Lamas
| Partido                 | Partido                        | Votos | %               | +/-   |
| ----------------------- | ------------------------------ | ----- | --------------- | ----- |
|                         | Partido Social Democrata       | 735   | 34,22 / 100,00  | -     |
|                         | Partido Socialista             | 682   | 31,75 / 100,00  | 21,96 |
|                         | Bloco de Esquerda              | 212   | 9,87 / 100,00   | 7,96  |
|                         | Partido Popular                | 185   | 8,61 / 100,00   | -     |
|                         | Coligação Democrática Unitária | 105   | 4,89 / 100,00   | 1,68  |
|                         | PCTP/MRPP                      | 27    | 1,26 / 100,00   | 0,76  |
|                         | Outros                         | 71    | 3,31 / 100,00   |       |
| Votos Inválidos         | Votos Inválidos                | 131   | 6,10 / 100,00   | 2,49  |
| Total                   | Total                          | 2 148 | 100,00 / 100,00 |       |
| Eleitorado/Participação | Eleitorado/Participação        | 4 784 | 44,90 / 100,00  | 0,05  |

#### São João de Ver
| Partido                 | Partido                        | Votos | %               | +/-   |
| ----------------------- | ------------------------------ | ----- | --------------- | ----- |
|                         | Partido Socialista             | 941   | 34,88 / 100,00  | 26,75 |
|                         | Partido Social Democrata       | 682   | 25,28 / 100,00  | -     |
|                         | Bloco de Esquerda              | 336   | 12,45 / 100,00  | 8,29  |
|                         | Coligação Democrática Unitária | 189   | 7,01 / 100,00   | 3,01  |
|                         | Partido Popular                | 165   | 6,12 / 100,00   | -     |
|                         | Movimento Mérito e Sociedade   | 46    | 1,70 / 100,00   | Novo  |
|                         | PCTP/MRPP                      | 37    | 1,37 / 100,00   | 0,49  |
|                         | Movimento Esperança Portugal   | 31    | 1,15 / 100,00   | Novo  |
|                         | Outros                         | 54    | 1,99 / 100,00   |       |
| Votos Inválidos         | Votos Inválidos                | 217   | 8,04 / 100,00   | 4,48  |
| Total                   | Total                          | 2 698 | 100,00 / 100,00 |       |
| Eleitorado/Participação | Eleitorado/Participação        | 7 616 | 35,43 / 100,00  | 4,60  |

#### São Paio de Oleiros
| Partido                 | Partido                        | Votos | %               | +/-   |
| ----------------------- | ------------------------------ | ----- | --------------- | ----- |
|                         | Partido Socialista             | 498   | 28,89 / 100,00  | 18,34 |
|                         | Partido Social Democrata       | 460   | 26,68 / 100,00  | -     |
|                         | Coligação Democrática Unitária | 288   | 16,71 / 100,00  | 2,50  |
|                         | Bloco de Esquerda              | 176   | 10,21 / 100,00  | 7,91  |
|                         | Partido Popular                | 94    | 5,45 / 100,00   | -     |
|                         | PCTP/MRPP                      | 41    | 2,38 / 100,00   | 0,85  |
|                         | Movimento Mérito e Sociedade   | 23    | 1,33 / 100,00   | Novo  |
|                         | Outros                         | 41    | 2,38 / 100,00   |       |
| Votos Inválidos         | Votos Inválidos                | 103   | 5,97 / 100,00   | 2,14  |
| Total                   | Total                          | 1 724 | 100,00 / 100,00 |       |
| Eleitorado/Participação | Eleitorado/Participação        | 3 673 | 46,94 / 100,00  | 2,15  |

#### Souto
| Partido                 | Partido                        | Votos | %               | +/-   |
| ----------------------- | ------------------------------ | ----- | --------------- | ----- |
|                         | Partido Social Democrata       | 540   | 34,31 / 100,00  | -     |
|                         | Partido Socialista             | 467   | 29,67 / 100,00  | 23,92 |
|                         | Bloco de Esquerda              | 166   | 10,55 / 100,00  | 7,03  |
|                         | Partido Popular                | 120   | 7,62 / 100,00   | -     |
|                         | Coligação Democrática Unitária | 69    | 4,38 / 100,00   | 0,63  |
|                         | PCTP/MRPP                      | 30    | 1,91 / 100,00   | 1,21  |
|                         | Movimento Mérito e Sociedade   | 20    | 1,27 / 100,00   | Novo  |
|                         | Movimento Esperança Portugal   | 19    | 1,21 / 100,00   | Novo  |
|                         | Outros                         | 28    | 1,77 / 100,00   |       |
| Votos Inválidos         | Votos Inválidos                | 115   | 7,31 / 100,00   | 4,10  |
| Total                   | Total                          | 1 574 | 100,00 / 100,00 |       |
| Eleitorado/Participação | Eleitorado/Participação        | 4 401 | 35,76 / 100,00  | 3,62  |

#### Travanca
| Partido                 | Partido                        | Votos | %               | +/-   |
| ----------------------- | ------------------------------ | ----- | --------------- | ----- |
|                         | Partido Social Democrata       | 249   | 37,44 / 100,00  | -     |
|                         | Partido Socialista             | 195   | 29,32 / 100,00  | 23,94 |
|                         | Bloco de Esquerda              | 71    | 10,68 / 100,00  | 7,68  |
|                         | Partido Popular                | 31    | 4,66 / 100,00   | -     |
|                         | Coligação Democrática Unitária | 26    | 3,91 / 100,00   | 0,91  |
|                         | PCTP/MRPP                      | 16    | 2,41 / 100,00   | 1,53  |
|                         | Movimento Esperança Portugal   | 7     | 1,05 / 100,00   | Novo  |
|                         | Outros                         | 16    | 2,41 / 100,00   |       |
| Votos Inválidos         | Votos Inválidos                | 54    | 8,13 / 100,00   | 5,31  |
| Total                   | Total                          | 665   | 100,00 / 100,00 |       |
| Eleitorado/Participação | Eleitorado/Participação        | 1 794 | 37,07 / 100,00  | 1,19  |

#### Vale
| Partido                 | Partido                        | Votos | %               | +/-   |
| ----------------------- | ------------------------------ | ----- | --------------- | ----- |
|                         | Partido Social Democrata       | 296   | 50,17 / 100,00  | -     |
|                         | Partido Socialista             | 118   | 20,00 / 100,00  | 14,97 |
|                         | Partido Popular                | 68    | 11,53 / 100,00  | -     |
|                         | Bloco de Esquerda              | 30    | 5,08 / 100,00   | 4,26  |
|                         | Coligação Democrática Unitária | 18    | 3,05 / 100,00   | 1,41  |
|                         | Movimento Mérito e Sociedade   | 14    | 2,37 / 100,00   | Novo  |
|                         | Movimento Esperança Portugal   | 8     | 1,36 / 100,00   | Novo  |
|                         | Partido Humanista              | 8     | 1,36 / 100,00   | 0,95  |
|                         | Outros                         | 6     | 1,02 / 100,00   |       |
| Votos Inválidos         | Votos Inválidos                | 24    | 4,07 / 100,00   | 0,02  |
| Total                   | Total                          | 590   | 100,00 / 100,00 |       |
| Eleitorado/Participação | Eleitorado/Participação        | 2 041 | 28,91 / 100,00  | 1,13  |

#### Vila Maior
| Partido                 | Partido                        | Votos | %               | +/-   |
| ----------------------- | ------------------------------ | ----- | --------------- | ----- |
|                         | Partido Social Democrata       | 268   | 47,86 / 100,00  | -     |
|                         | Partido Socialista             | 116   | 20,71 / 100,00  | 20,08 |
|                         | Partido Popular                | 53    | 9,46 / 100,00   | -     |
|                         | Bloco de Esquerda              | 52    | 9,29 / 100,00   | 8,10  |
|                         | Coligação Democrática Unitária | 21    | 3,75 / 100,00   | 1,77  |
|                         | Outros                         | 17    | 3,23 / 100,00   |       |
| Votos Inválidos         | Votos Inválidos                | 32    | 5,71 / 100,00   | 3,73  |
| Total                   | Total                          | 560   | 100,00 / 100,00 |       |
| Eleitorado/Participação | Eleitorado/Participação        | 1 330 | 42,11 / 100,00  | 1,54  |